# João José Vasconcellos
João José Vasconcellos Junior (Brasil, febrero de 1955 - Irak, ¿2005?) fue un empresario e ingeniero brasileño que trabajaba para Odebrecht cuando fue secuestrado y asesinado por grupos extremistas aliados a Al-Qaeda.

## El ingeniero en Irak
Vasconcellos tenía 50 años cuando fue secuestrado, trabajaba para la constructora brasileña Odebrecht en la ciudad del norte iraquí de Baiji, a unos 180 kilómetros de Bagdad, capital del estado islámico.
El ingeniero brasileño fue capturado el 19 de enero de 2005 en una acción armada en el centro de Bagdad, en la que murieron dos hombres que estaban con él, un británico, a cargo de la seguridad de la empresa donde trabajaba, y un iraquí. Su privación de la libertad y futuro asesinato se dio en marco de una serie de secuestros de personas de Occidente.
Días después de su desaparición, el canal de televisión Al-Jazeera informó que el grupo Ansar al-Sunna, vinculado a Al-Qaeda, y la Brigada de los Muyahidín (Combatientes Islámicos) habían asumido la responsabilidad del ataque en Baiji, tras el que no se supo más de él.
La empresa donde el desarrollaba sus labores, emitió un comunicado que decía: "La Odebrecht lamenta profundamente el triste desenlace de la desaparición de nuestro querido colega Joao Vasconcellos y agradece la estrecha cooperación establecida con todas las entidades involucradas en Brasil y en el exterior".

Desde entonces, tanto el gobierno brasileño como distintas personalidades del país, incluido el futbolista Ronaldo, hicieron continuos pedidos en favor de su liberación.
La cancillería recordó que miembros de las comunidades árabe e islámica en Brasil habían cooperado "en la búsqueda de información" y que fueron realizadas numerosas gestiones diplomáticas, encabezadas por el presidente Luiz Inacio Lula da Silva y por el ministro de Exteriores, Celso Amorim, todas sin resultado alguno.

## Aparición sin vida
El ingeniero Vasconcellos fue hallado en Irak dos años después de su secuestro, según confirmó el gobierno de Brasil. Según un comunicado del Ministerio de Relaciones Exteriores (Itamaraty) los restos del ingeniero João José Vasconcellos fueron identificados por peritos forenses en Kuwait, y llegaron a Brasil en la madrugada del 15 de junio de 2007. El comunicado no indica cuándo ni dónde fueron encontrados los restos.
El cadáver fue transferido a la población de Juiz de Fora, en el interior del estado de Minas Gerais, donde reside la familia de Vasconcellos, indicó un funcionario de la cancillería declinando identificarse por normas internas del ministerio.
Actualmente, descansa en paz en el cementerio parque de Juiz de Fora.